# IvO 240/241

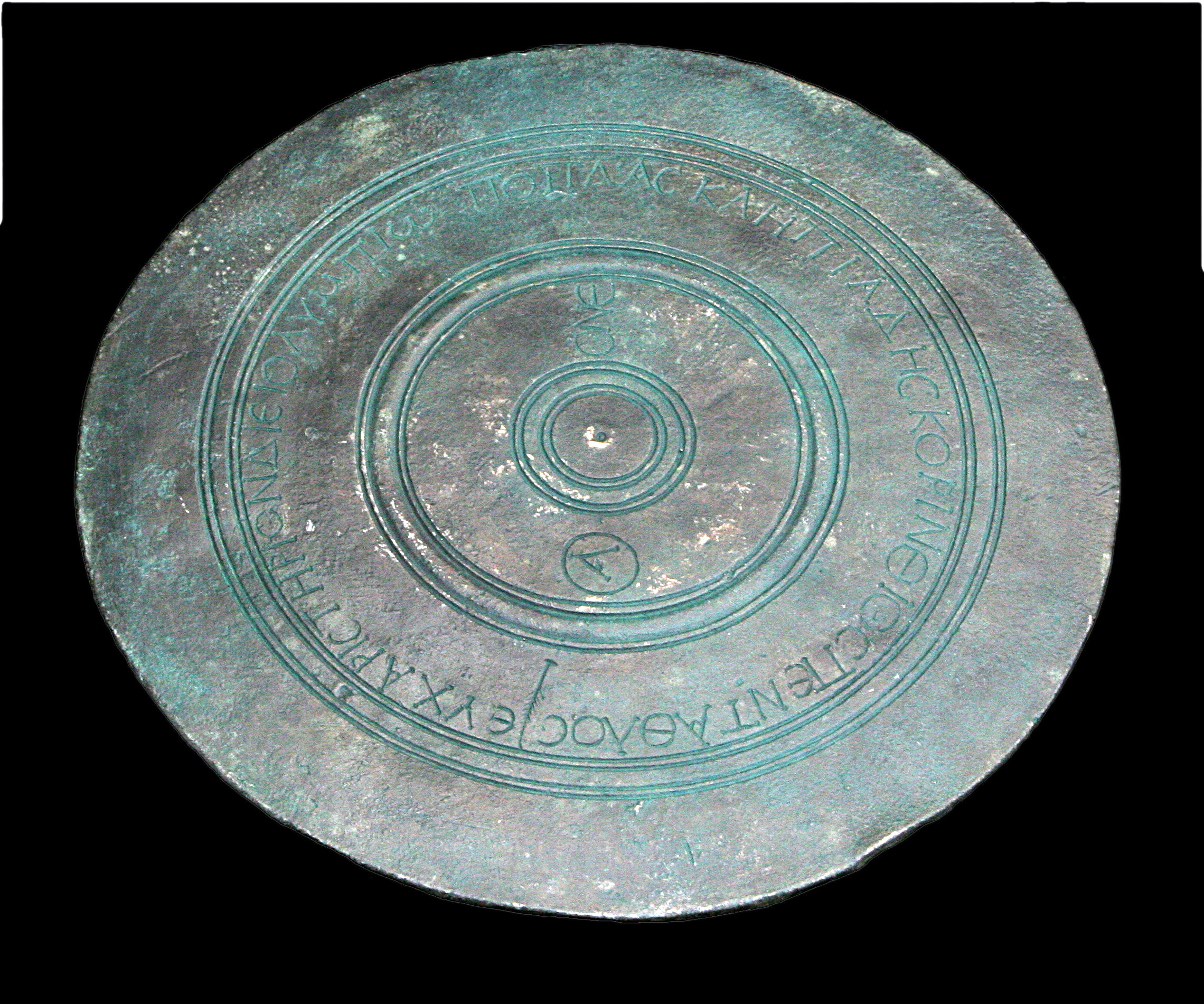
Réplica del disco de bronce en la Gliptoteca de Múnich, Alemania.

IvO 240/241 es el número de catálogo de un disco de bronce ofrecido por Publio Asclepíades a Zeus después de su victoria en el pentatlón de los Juegos Olímpicos de la Antigüedad del año 241. El disco original se encuentra en el Museo Arqueológico de Olympia, Grecia, y una réplica exacta se exhibe en la Gliptoteca de Múnich, Alemania.

## Descripción
Este disco pesa cerca de 4 kilos, tiene un diámetro de aproximadamente 15.2 centímetros y está hecho de bronce. Es similar a los discos de su mismo periodo que han sido encontrados. Aunque los discos de las Olimpiadas antiguas variaban en peso y tamaño, de forma que este ejemplar no puede usarse para establecer un patrón. Los materiales más comunes para los discos eran la piedra, el hierro, el bronce y el plomo, haciendo que su peso varíe. El uso del bronce como material para el disco ofrendado sugiere que Asclepíades tenía cierta riqueza, pues este material era más caro en su época.
La inscripción reza, en mayúsculas:

ΕΥΧΑΡΙCΤΗΡΙΟΝ ΔΙΕΙ ΟΛΥΜΠΙΩI ΠΟΠΛ[ΙΟΣ] ΑCΚΛΗΠΙΑΔΗC ΚΟΡΙΝΘΙΟC ΠΕΝΤΑΘΛΟC ΟΛ[ΥΜΠΙΑΔΟC] CNE
Como agradecimiento a Zeus Olímpico, Poplio Asclepiades, corintio, pentatleta, olimpiada 255

## Propósito y uso
Los discos de bronce son conocidos por su uso en el pentatlón de los Juegos Olímpicos de la antigüedad. A veces los ganadores ofrecían este objeto como ofrenda a los dioses. Para la sección de lanzamiento de disco del pentatlón los atletas competían por alcanzar la mayor distancia. No se ha conservado información alguna sobre la forma o las técnicas que se usaban en la antigüedad para su lanzamiento.
Publio Asclepíades, originario de Corinto, ganó el pentatlón del año 241 y, en agradecimiento por su victoria, ofrendó el disco de bronce a Zeus. Lo más probable es que, como otras ofrendas, el objeto no haya sido usado en la competencia, sino que haya sido creado solo para ser ofrendado.